# Reinhard Stauber
Reinhard Alexander Stauber (* 26. Juli 1960 in Regensburg) ist ein deutscher Historiker und seit 2003 Universitätsprofessor für Neuere Geschichte und Österreichische Geschichte an der Universität Klagenfurt. Von Oktober 2020 bis November 2024 war er Vizerektor ebendort; seit 2022 amtiert er auch als Präsident der Historischen Kommission bei der Bayerischen Akademie der Wissenschaften.

## Leben
Stauber studierte Geschichte und Politikwissenschaft an der Ludwig-Maximilians-Universität München und arbeitete anschließend als wissenschaftlicher Assistent am Institut für Neuere Geschichte der Universität München. Seine Promotion erfolgte 1990, die Arbeit mit dem Titel Herzog Georg von Bayern-Landshut und seine Reichspolitik wurde im Folgejahr mit dem Promotionspreis der Universität München ausgezeichnet. 1998 stellte Stauber seine Habilitationsschrift an der Philosophischen Fakultät für Geschichte und Kunstwissenschaften der Universität München zum Thema Der Zentralstaat an seinen Grenzen. Administrative Integration, Herrschaftswechsel und politische Kultur im südlichen Alpenraum fertig.
Auf eine Gastdozentur in Italien am Deutschen Historischen Institut Rom folgte eine Vertretungsprofessor des Lehrstuhls für Geschichte der Frühen Neuzeit an der Universität München, zudem war Stauber als wissenschaftlicher Mitarbeiter der Historischen Kommission bei der Bayerischen Akademie der Wissenschaften tätig. Nach einer Gastprofessor an der Universität Innsbruck erfolgte die Berufung als Universitätsprofessor für Neuere und Österreichische Geschichte an der Universität Klagenfurt am 1. Dezember 2003. Stauber folgte an dieser Stelle dem renommierten österreichischen Historiker Helmut Rumpler nach. Einen Ruf an die Universität Regensburg lehnte Stauber 2010 ab.
Ab 2007 war Stauber Prodekan der Fakultät für Kulturwissenschaften an der Universität Klagenfurt. Nach dem Rücktritt des Germanisten Albert Berger aus dieser Funktion im März 2011 führte Stauber die Dekanatsgeschäfte zunächst provisorisch; am 1. Juni 2011 erfolgte die offizielle Ernennung zum Dekan der Kulturwissenschaften bis Ende 2013. 2015 wirkte er für ein weiteres Jahr als Dekan.
Im März 2012 wurde Stauber zum Mitglied der Historischen Kommission bei der Bayerischen Akademie der Wissenschaften gewählt. Am 2. März 2022 wählte ihn die Historische Kommission zu ihrem Präsidenten. Seit Oktober 2015 ist er zudem im Kuratorium des FWF aktiv. Stauber ist Mitglied der Vereinigung für Verfassungsgeschichte und seit dem Jahr 2000 korrespondierendes Mitglied der Accademia degli Agiati in Rovereto.
Am 11. Mai 2020 wurde Reinhard Stauber vom Universitätsrat der Universität Klagenfurt zum Vizerektor für Personal und Infrastruktur für die vierjährige Funktionsperiode ab 29. Oktober 2020 bestellt.
Im Jahr 2020 wurde ihm anlässlich seines 60. Geburtstages eine umfassende akademische Festschrift gewidmet.

## Schriften (Auswahl)
- Herzog Georg von Bayern-Landshut und seine Reichspolitik. Möglichkeiten und Grenzen reichsfürstlicher Politik im wittelsbach-habsburgischen Spannungsfeld zwischen 1470 und 1505. Lassleben, Kallmünz 1993.
- Der Zentralstaat an seinen Grenzen. Administrative Integration, Herrschaftswechsel und politische Kultur im südlichen Alpenraum. Vandenhoeck u. Ruprecht, Göttingen 2001.
- Der Wiener Kongress. Böhlau, Wien 2014, ISBN 978-3-8252-4095-0.
- mit Florian Kerschbaumer, Marion Koschier (Hrsg.): Mächtepolitik und Friedenssicherung. Zur politischen Kultur Europas im Zeichen des Wiener Kongresses. Lit, Berlin/Münster 2014, ISBN 978-3-643-50502-6.